# Tizenkét olümposzi isten

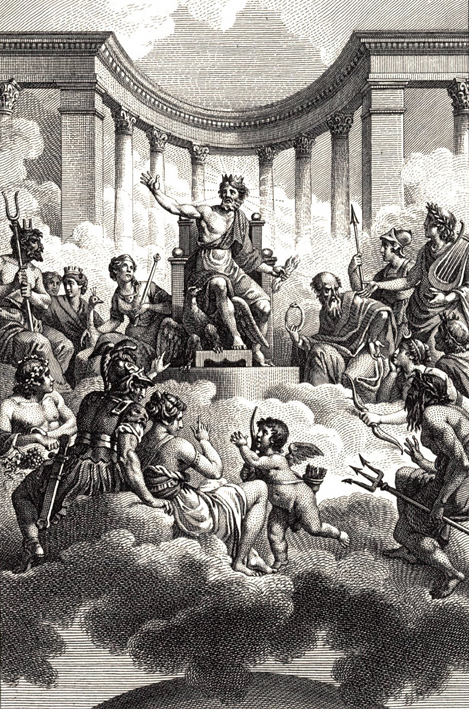
A tizenkét olümposzi isten

A tizenkét olümposzi isten, vagy más néven a Dodekatheon (görögül: δωδεκα, dodeka, tizenkettő + θεον, theon, isten) az ókori görög mitológiában a panteon legfőbb isteneinek csoportja, akik az Olümposz hegy legtetején éltek. A különböző korokban összesen tizennyolc különböző istent tiszteltek az olümposziak között, de egy adott időben számuk sohasem haladta meg a tizenkettőt. 
Zeusz, Héra, Poszeidón, Arész, Hermész, Héphaisztosz, Aphrodité, Pallasz Athéné, Apollón és Artemisz mindig az első a tizenkét isten között. Héraklész, Hébé, Héliosz, Hesztia, Démétér, Dionüszosz, Hadész és Perszephoné csak időszakosan volt az „olümposzi tizenkettő” része. Hesztia (tulajdonképpeni feladata a tűz gondozása volt az Olümposzon) Dionüszosznak adta át a helyét, aki általában a halandók között élt és igazán sohasem vágyott az olümposzi istenek magasztos társaságára. Perszephoné évi három hónapot az alvilágban töltött (telente, a föld terméketlen időszakában), és az év további kilenc hónapjában anyját Démétért segítette – így helye az olümposziak között mindvégig csak jelképes volt. Hadész, akit mindig a legfőbb görög istenek között tiszteltek, igen ritkán tartózkodott az Olümposzon – állandó lakhelye az alvilág volt. Néhány történet arról ad számot, hogy Apollón Héliosz trónját foglalta el a tizenkettek sorában, sőt egyes mondák Hébét, az istenek pohárnokát is az olümposzi istenek közé sorolják, aki miután Héraklész hitvese lett, lemondott tisztségéről. Héraklész halála után szintén helyet kapott az olümposzi istenek karában.
Az Olümposzon trónoló istenek kiemelt szerepüket a titánok elleni háborúban aratott győzelmükkel szerezték meg; Zeusz, Héra, Poszeidon, Démétér, Hesztia és Hadész testvérek voltak, míg a többi olümposzi isten Zeusz különböző anyáktól született gyermekei közül került ki. Kivétel Athéné, aki anya nélkül Zeusz fejéből pattant ki, és Héphaisztosz, akit a mondavilág szerint Héra egyedül, apa nélkül nemzett, az előbbi Athéné-Zeusz történet mintájára.
1. Zeusz a legnagyobb és leghatalmasabb isten, az olümposzi istenek karának vezetője, az időjárás, a mennydörgés és a villámok istene
2. Héra Zeusz felesége, az istenek királynője, a menny és a csillagok, a házasság és a hűség istennője
3. Poszeidón – aki Hadésszal – Zeusz után a legnagyobb tisztelettel övezett isten a tengerek, folyók és források, az árvizek és földrengések istensége
4. Aphrodité a szépség és a szerelem istennője
5. Héphaisztosz a tűz istene, a szakszerűség, a művészi kidolgozás és fegyverművesség megszemélyesítője az istenek kovácsmestere
6. Apollón a jövendölés, a fény, a zene, a gyógyítás – a betegség és az orvoslás – valamint az íjászat istene
7. Hermész az útmutatás, a jóslás, a vigasz és az újjászületés, az utazás, a pásztorkodás istene, a tolvajok patrónusa és az istenek hírnöke
8. Démétér a föld termékenységének istennője, a mezőgazdaság védnöke, nagylelkűsége táplálja az embereket
9. Artemisz a vadászat istennője, az állatok, a vadon és a fiatal lányok patrónája
10. Pallasz Athéné a bölcsesség istennője, az erő, a kézművesség (különösen szövés, fazekasság és ácsmesterség), a belső szépség, műveltség és a harc megtestesítője
11. Arész a háború és a vérontás istene
12. Hesztia az otthon, a család és a szív istennője, valamint az olümposzi láng őrzője[1]

Alvilág
- Hadész az univerzum egyharmadának istenkirálya, az alvilág sötétje, a holtak birodalma
- Perszephoné az alvilág királynője, a halál és a tavaszi újjászületés istennője

További istenek
- Dionüszosz a bor, a szőlő, a növényzet, a termékenység, a színjátszás és a mámor istene
- Héraklész az istenek védelmezője, a hősi önfeláldozás megtestesítője (halálával nyert öröklétet az istenek karában)
- Héliosz a napisten, a Hold és a Hajnal istennőinek bátyja
- Hébé az ifjúság és a menyegző istennője

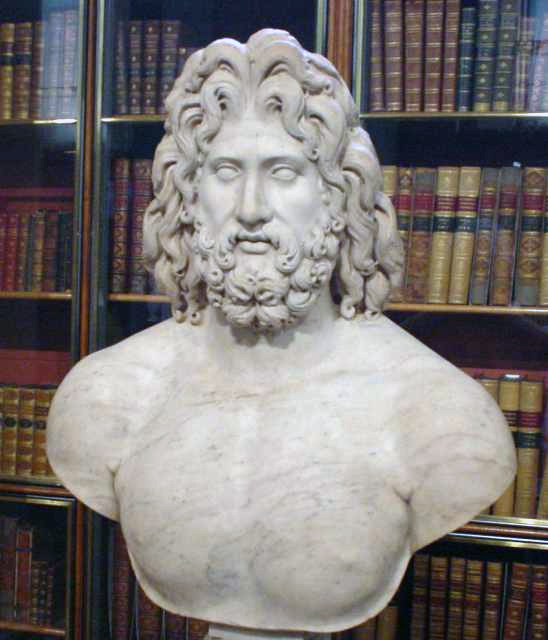
Zeusz
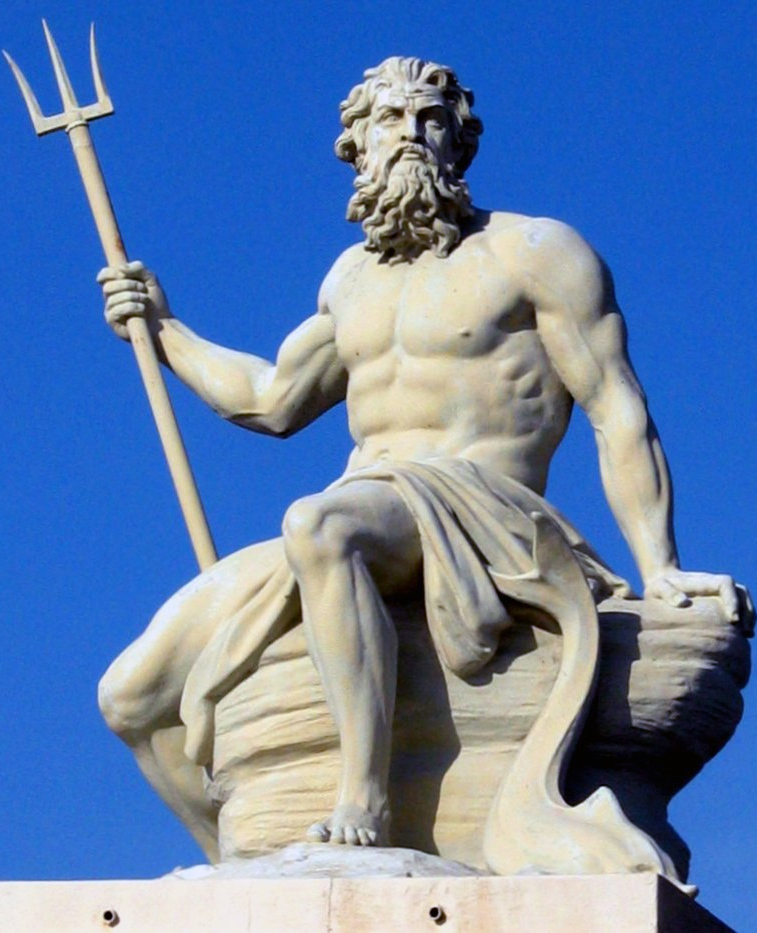
Poszeidón
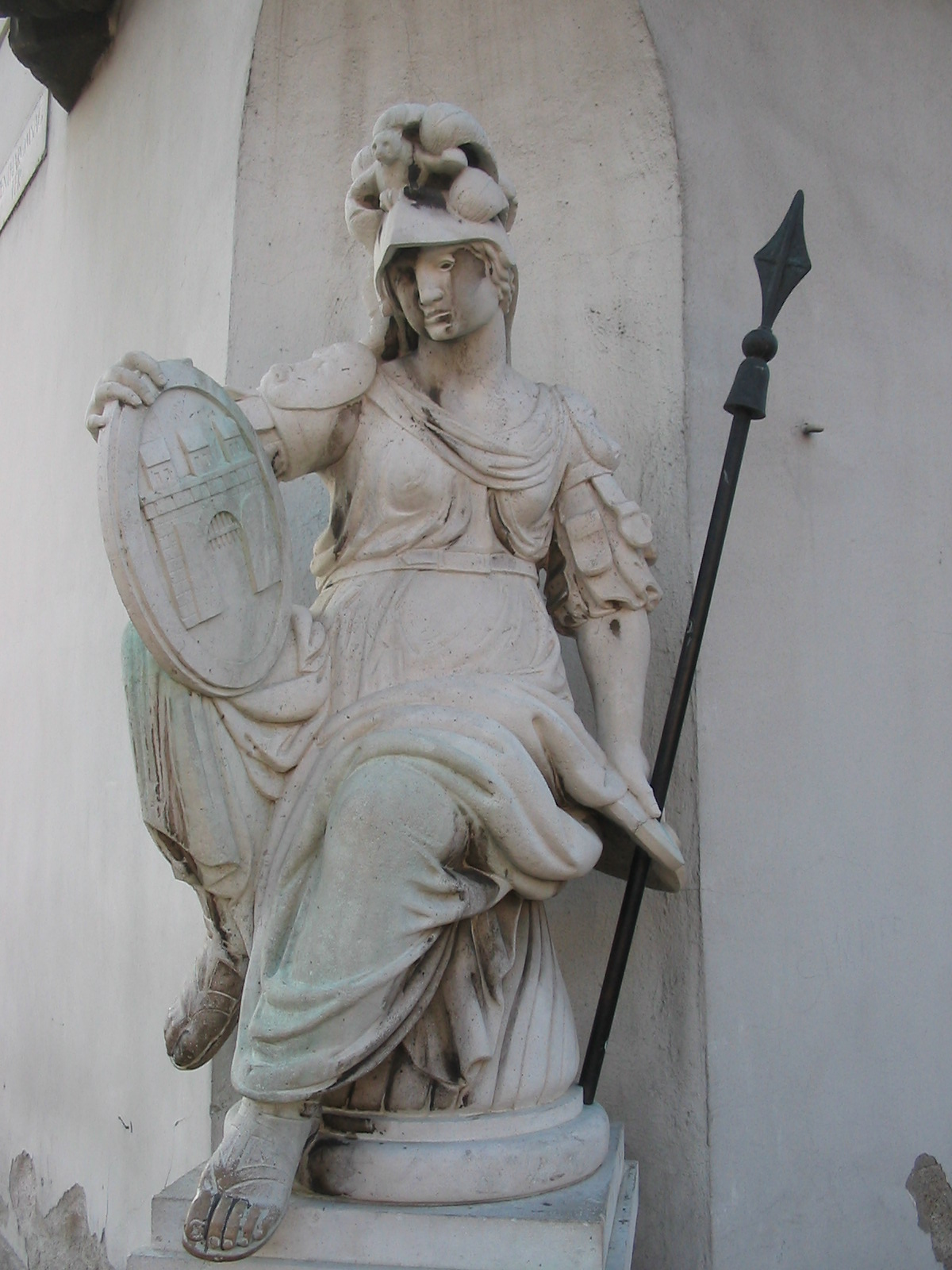
Athéné
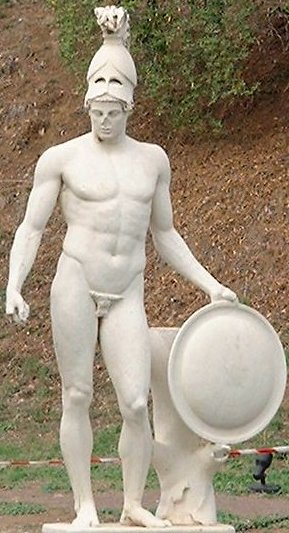
Arész
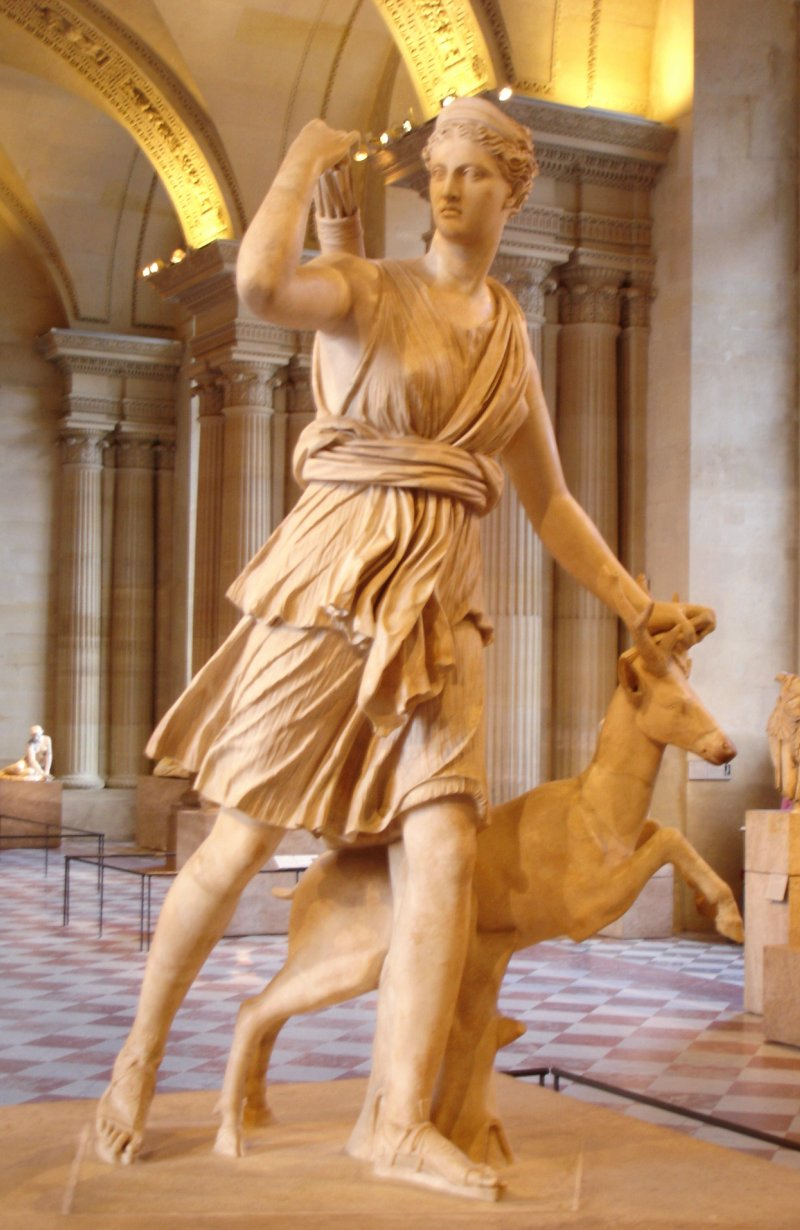
Artemisz
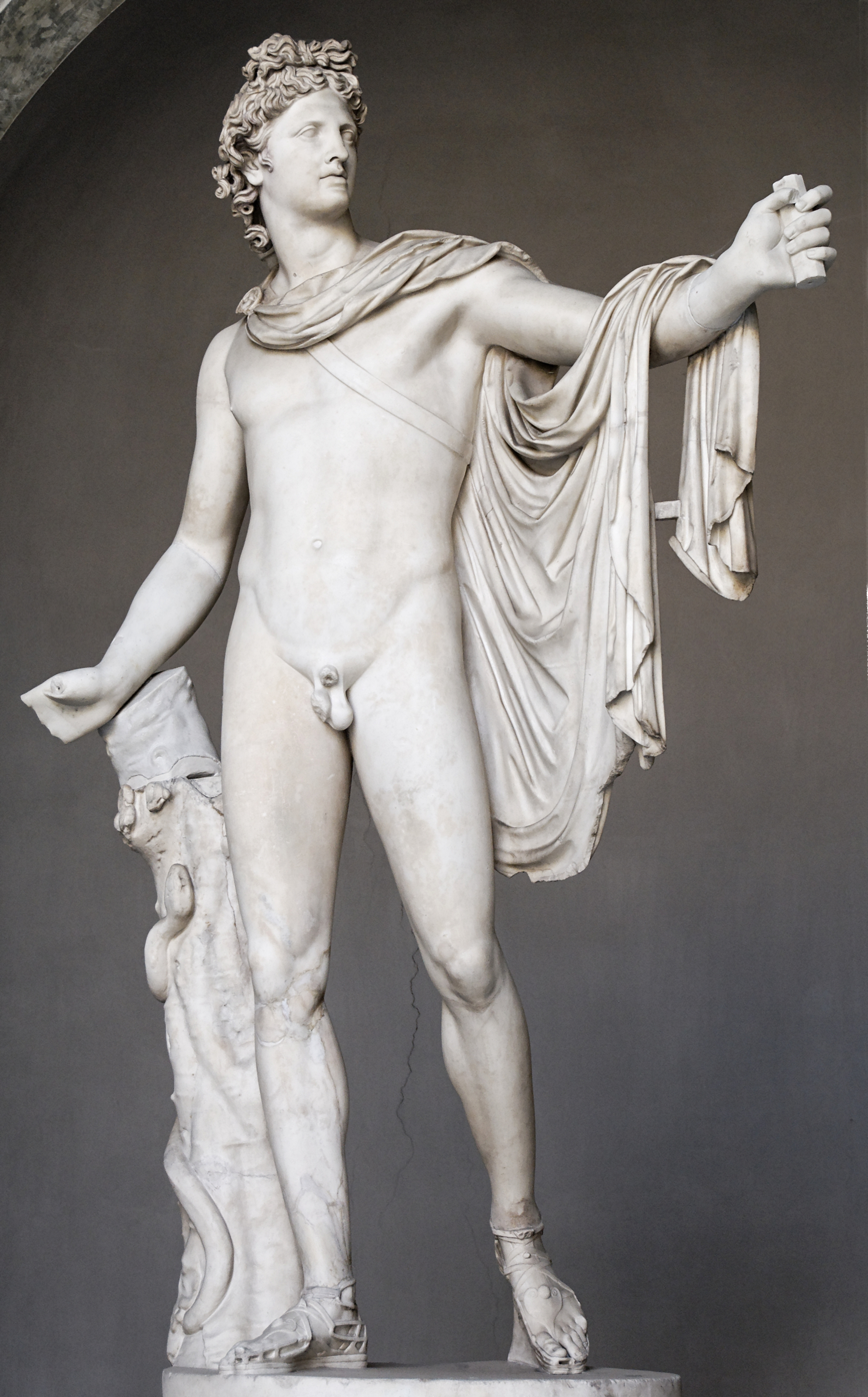
Apollón
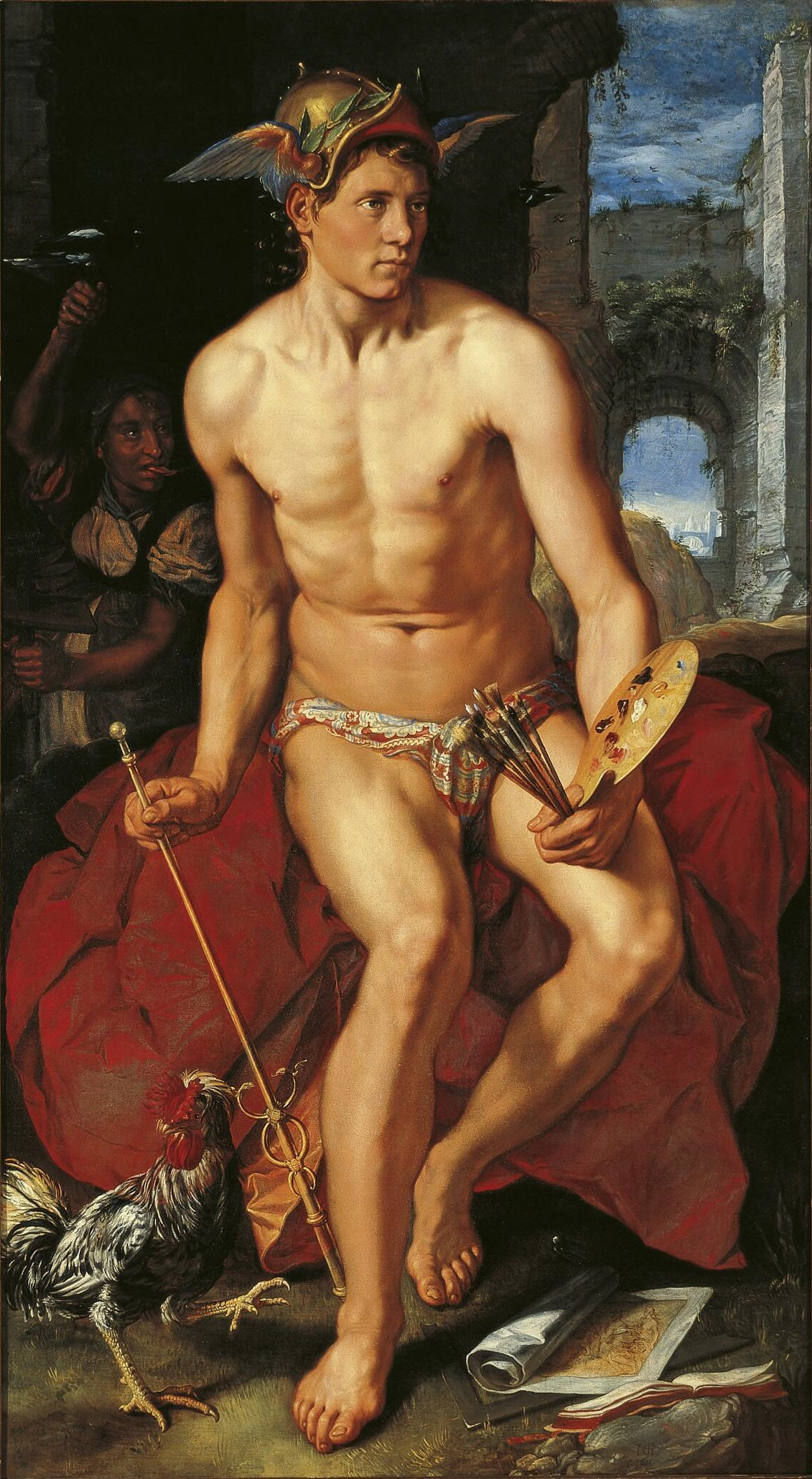
Hermész
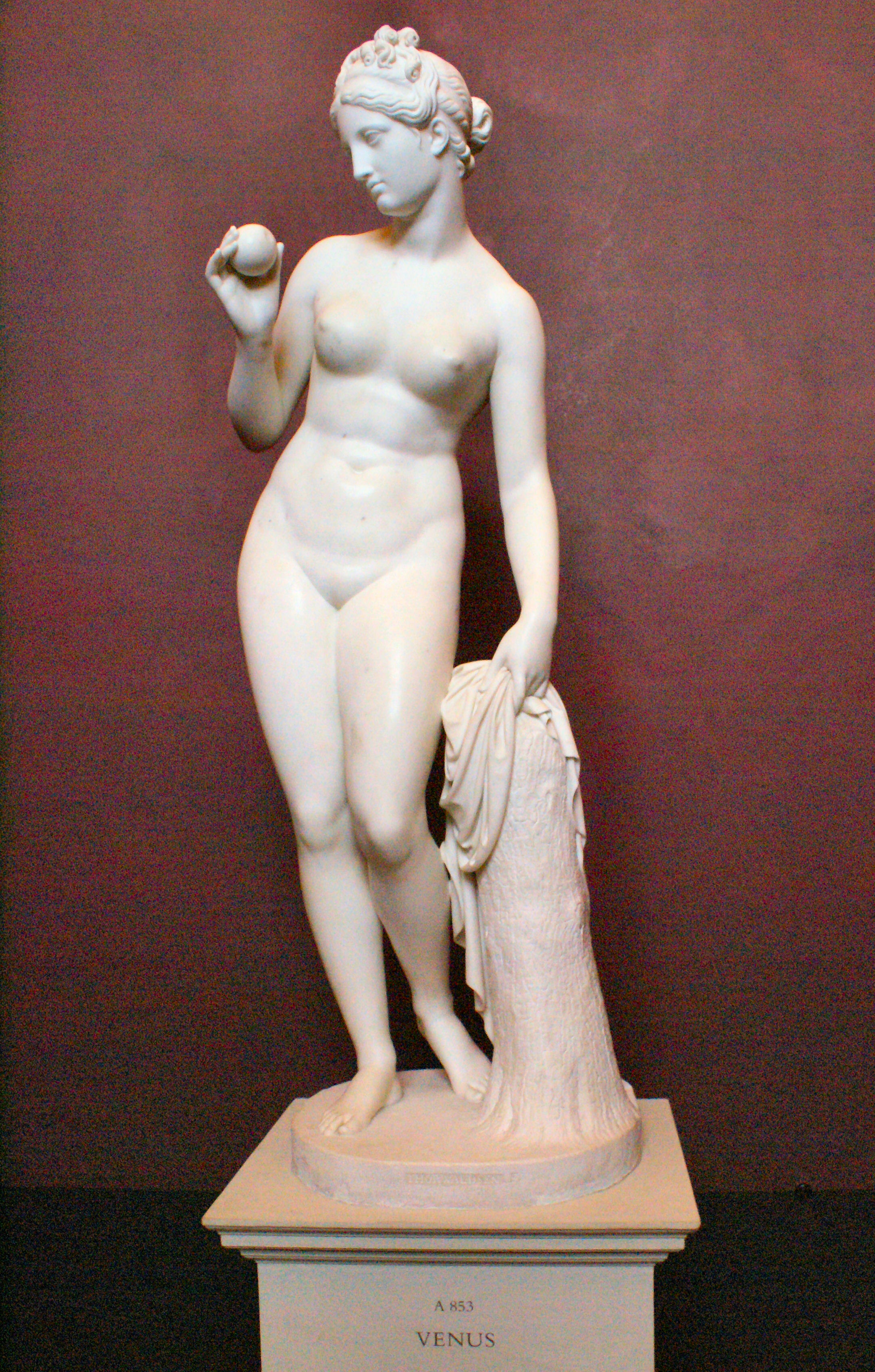
Aphrodité
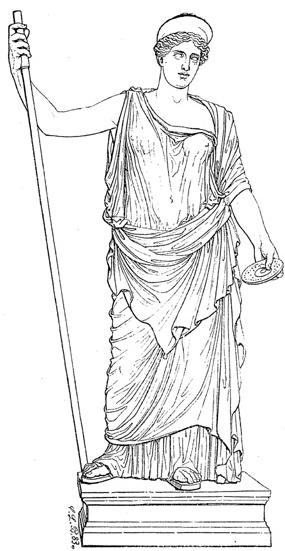
Héra
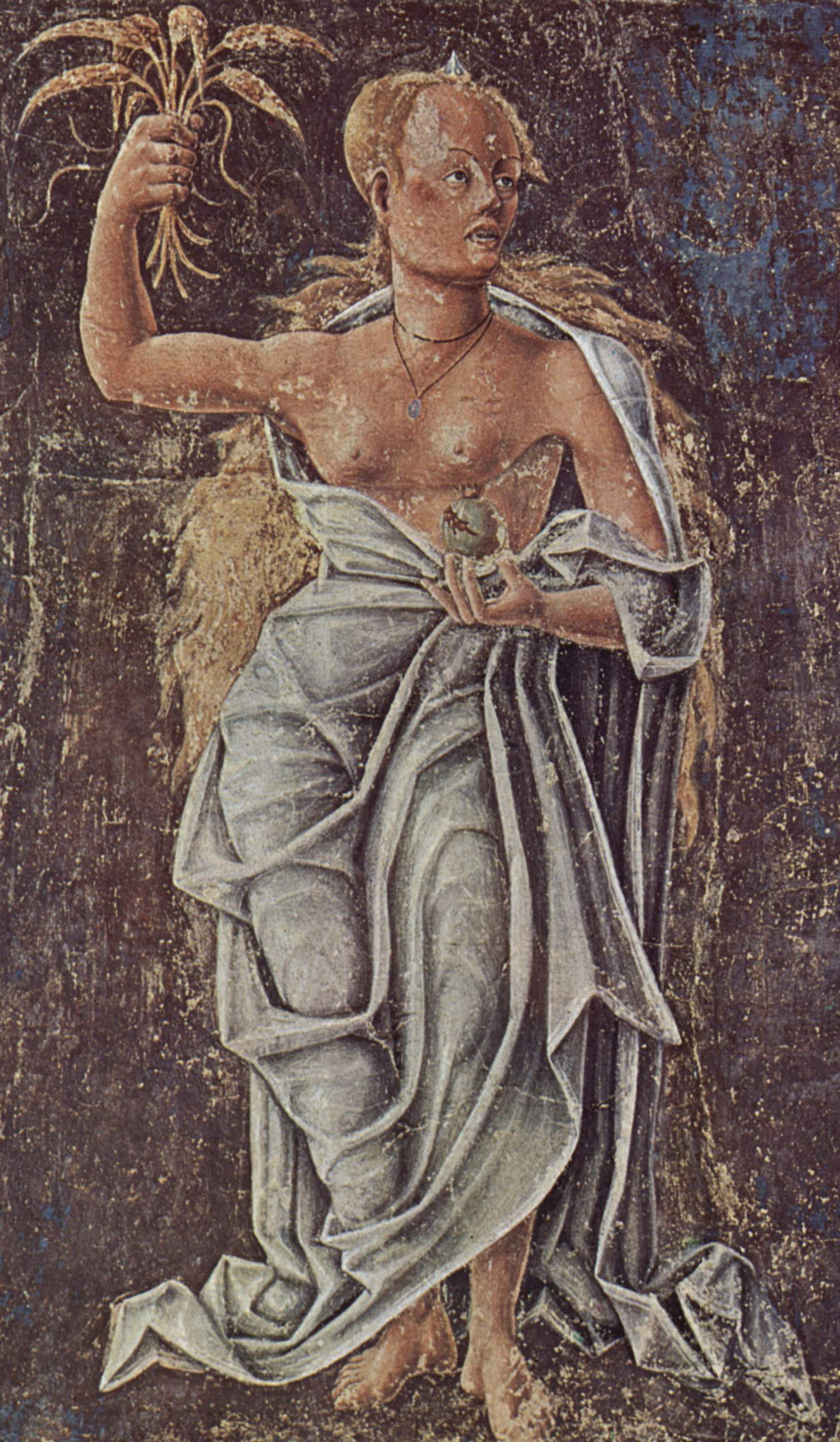
Démétér
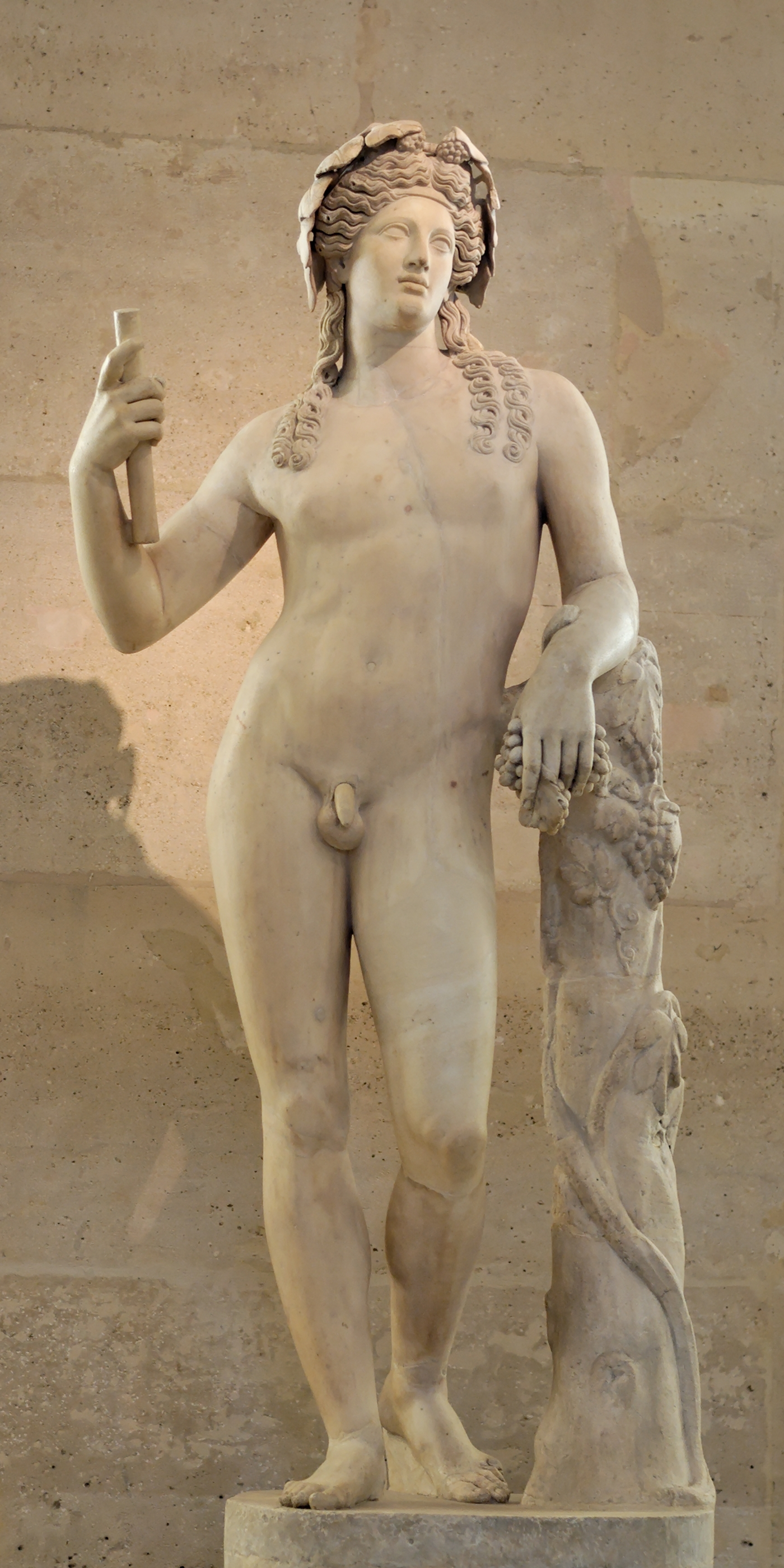
Dionüszosz
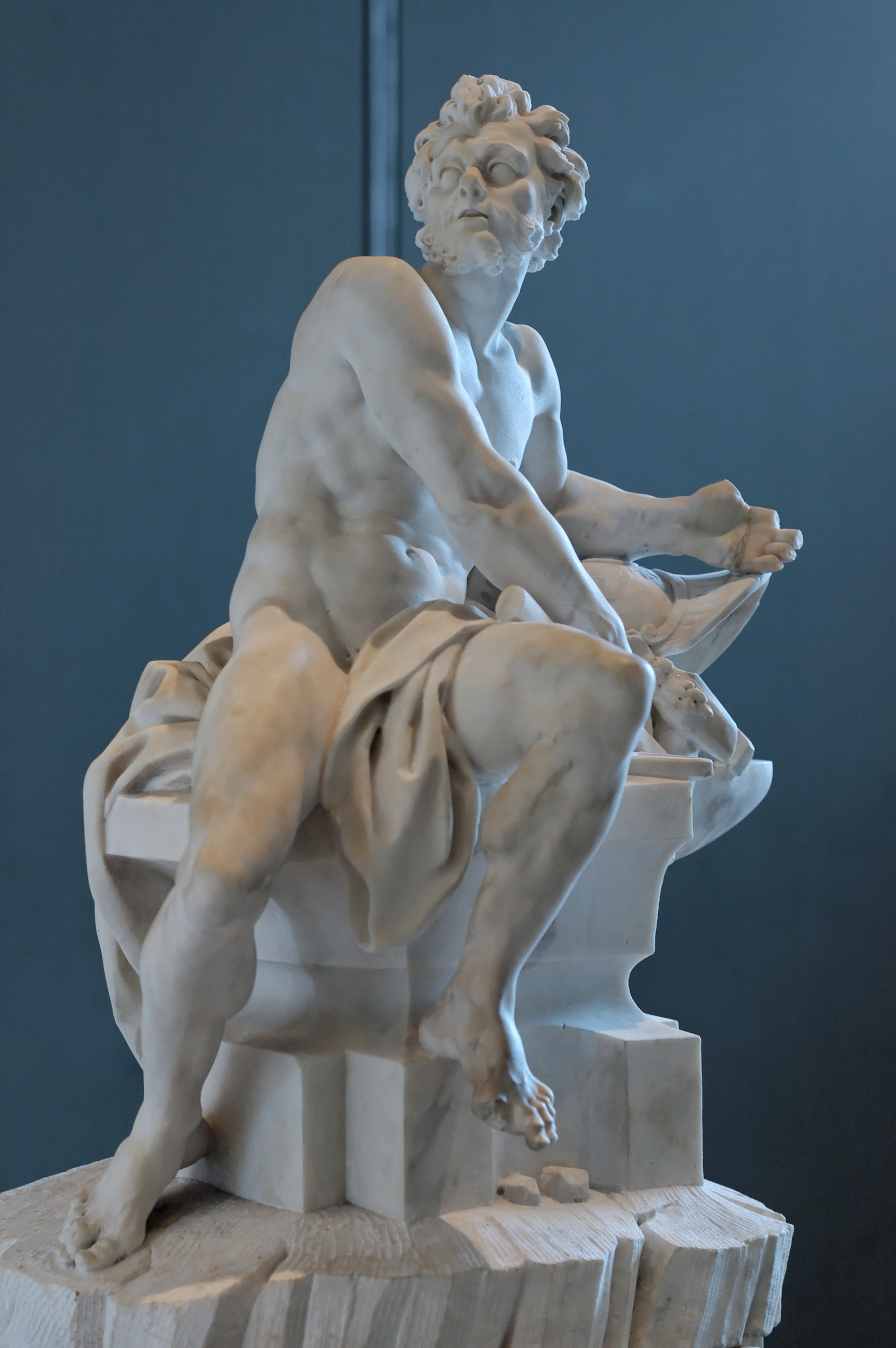
Héphaisztosz
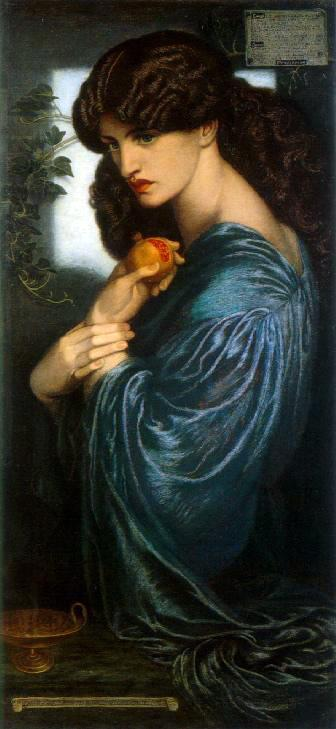
Perszephoné
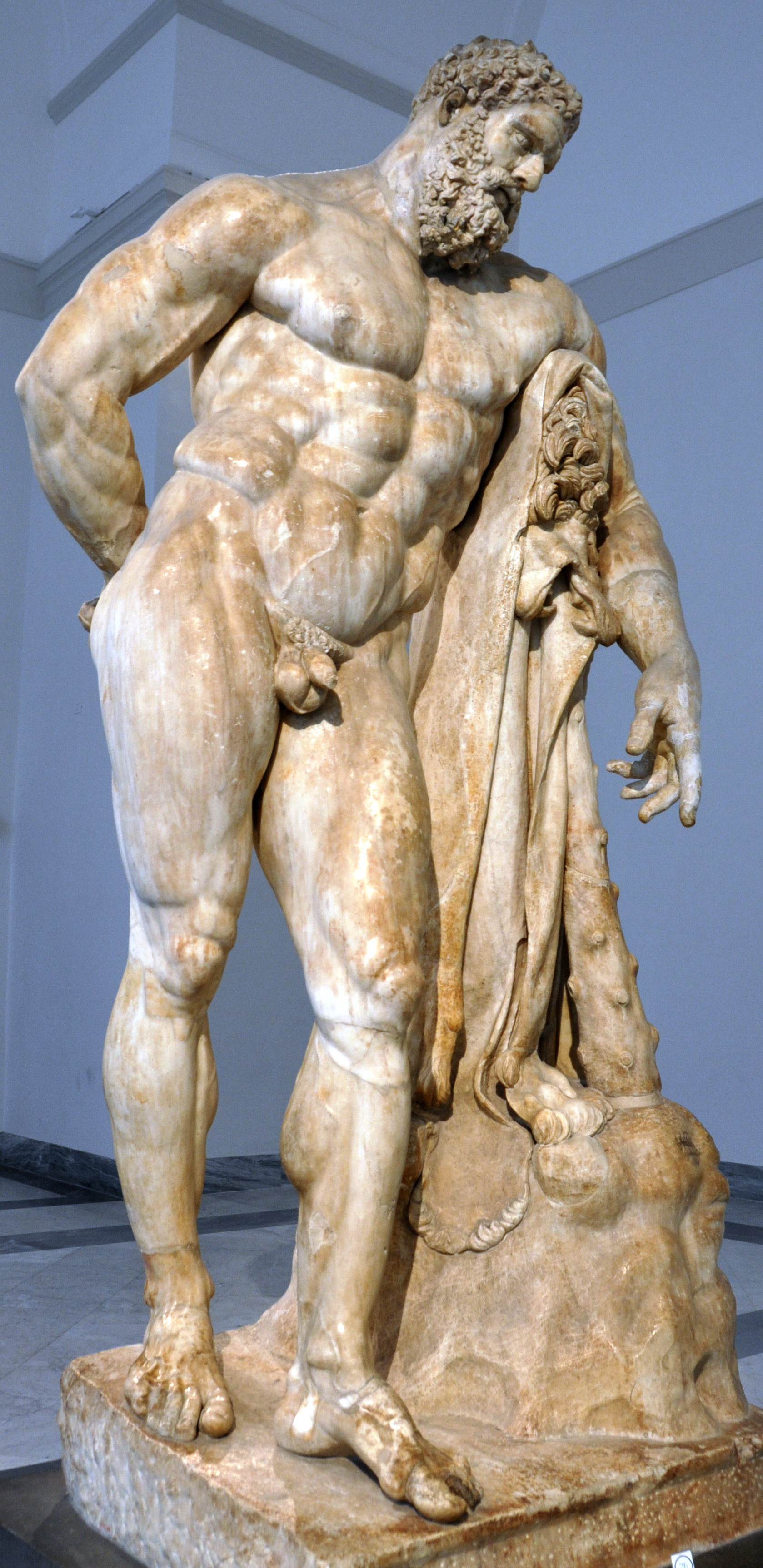
Héraklész
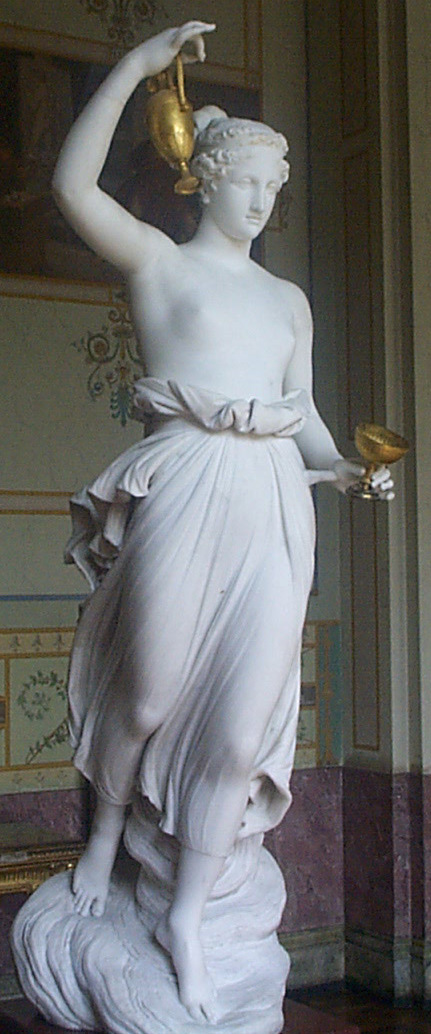
Hébé
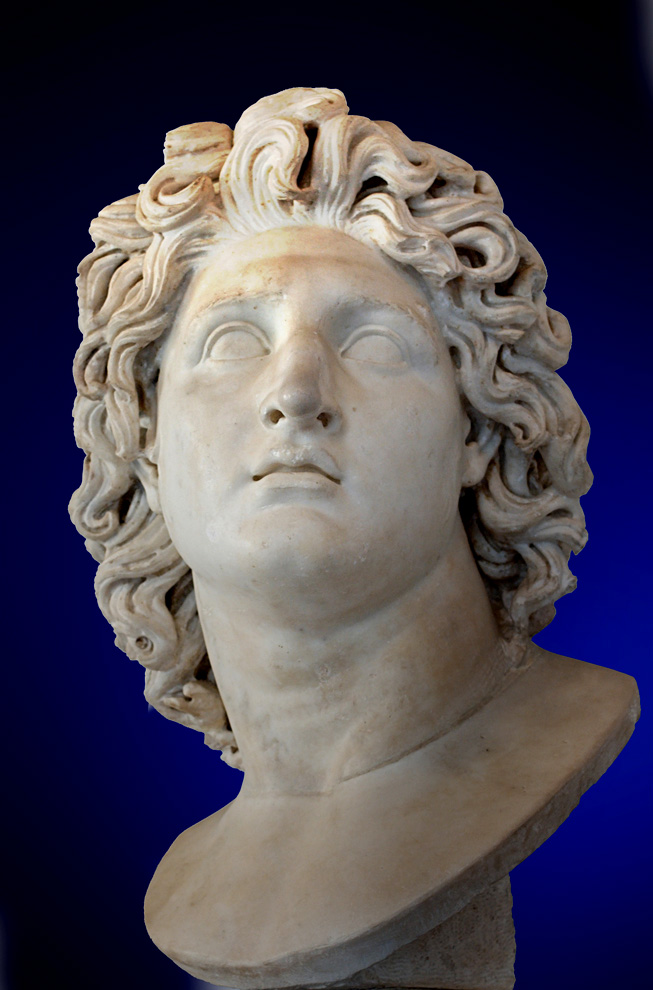
Héliosz
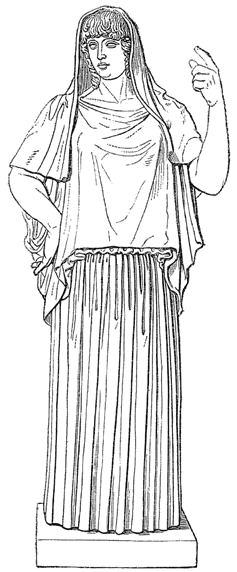
Hesztia
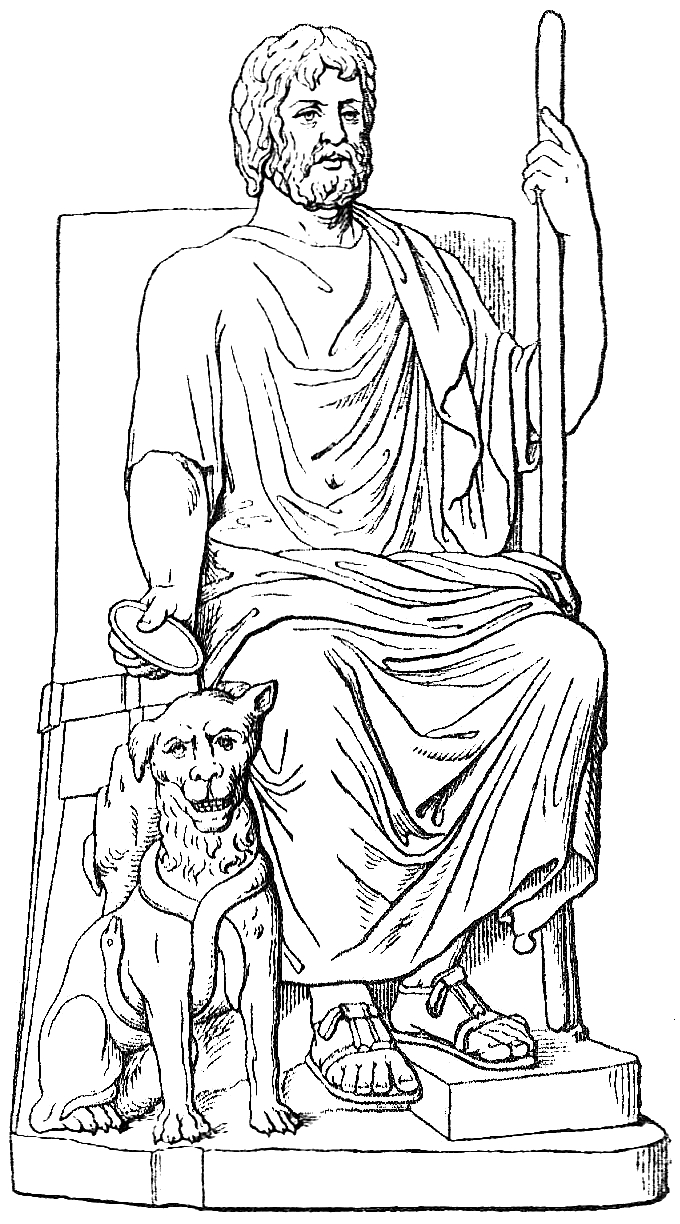
Hadész

## Külső hivatkozások
- A panteon legfőbb isteneinek áttekintése